# Quohren (Dresden)
Quohren ist ein Stadtteil von Dresden. Er liegt im Osten der sächsischen Landeshauptstadt in der Gemarkung Bühlau und gehört zum Stadtbezirk Loschwitz. Das Dorf Quohren war im Laufe der Jahrhunderte mit Bühlau zusammengewachsen und bildete deshalb mit diesem seit 1839 die Landgemeinde „Bühlau mit Quohren“, die seit 1907 nur noch „Bühlau“ hieß und 1921 nach Dresden eingemeindet wurde.

## Lage
Der Stadtteil Quohren liegt außerhalb des Elbtalkessels am nordwestlichen Rand des Schönfelder Hochlands. Etwa 1 Kilometer nördlich der Ortslage beginnt die Dresdner Heide, reichlich 2 Kilometer südwestlich verlaufen die Dresdner Elbhänge. Quohren befindet sich in leichter Hanglage, das Gelände steigt nach Südosten kontinuierlich von 270 auf bis zu 315 m ü. NN an. Die Quohrener Straße verläuft hierbei entlang einer flachen Talmulde, in der auch der Dorfbach fließt, bis er in der Nähe des Kurhauses Bühlau in den Loschwitzbach mündet. Die Ortslage wird umgeben von landwirtschaftlich genutzten Flächen, in Richtung Nordosten zum 299 Meter hohen Taubenberg hin zieht sich eine Kleingartenkolonie.

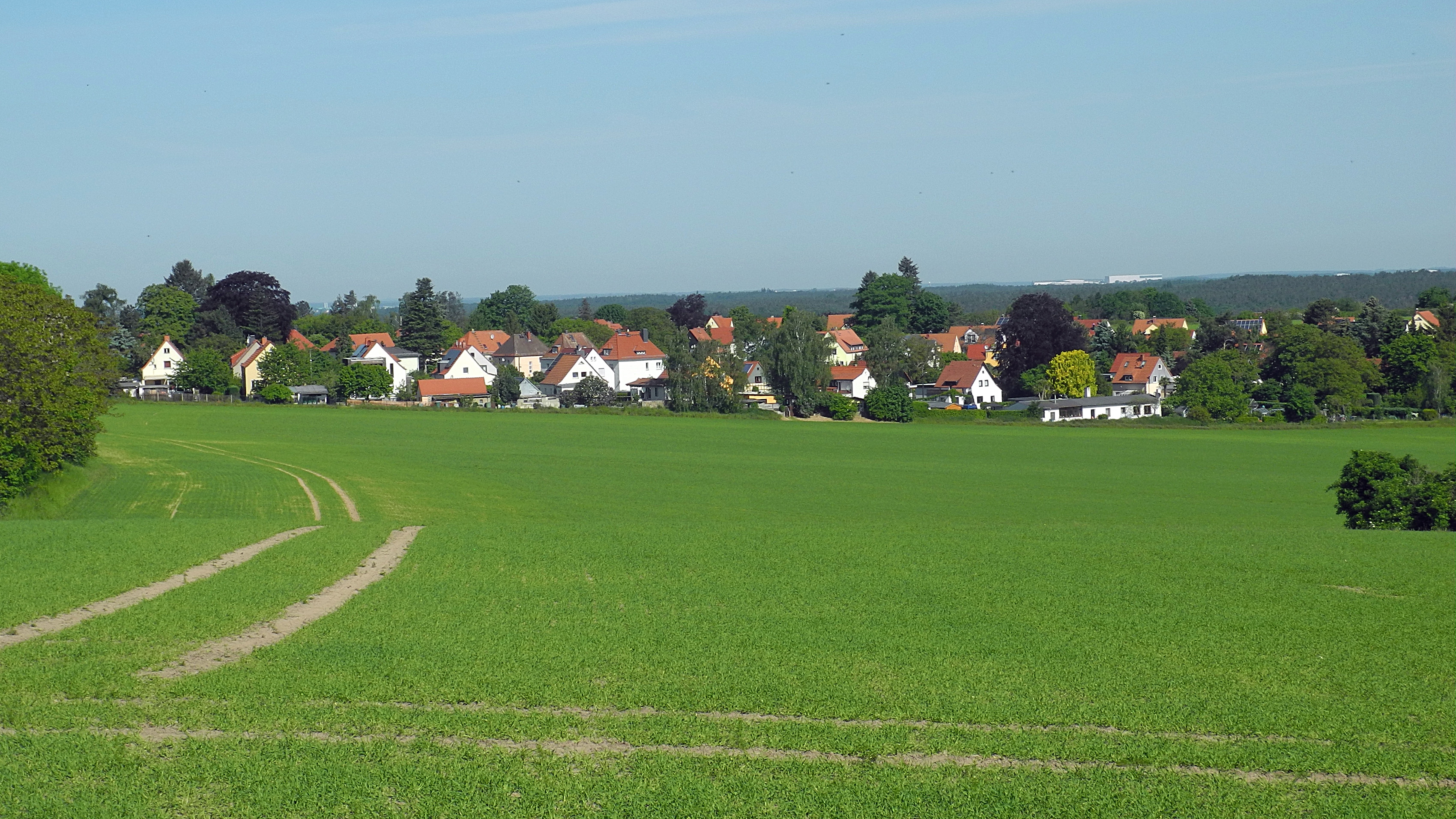
Blick auf Quohren

Quohren besteht im Wesentlichen aus dem südöstlichen Teil der Bühlauer Flur. Sein Dorfkern befindet sich entlang der Quohrener Straße etwa im Bereich zwischen den Hausnummern 50 und 74 und reicht bergwärts somit bis zur Einmündung Langenauer Weg. Im Nordwesten geht er direkt in den Ortskern des Bühlauer Oberdorfs über. Beide genießen deshalb mit der noch vorhandenen alten dörflichen Bebauung in der „Erhaltungssatzung für historische Dorfkerne im Stadtgebiet von Dresden“ einen gemeinsamen Schutzstatus. Die am Ullersdorfer Platz in Bühlau beginnende Quohrener Straße führt als Kreisstraße 6212 weiter über Gönnsdorf und Cunnersdorf nach Schönfeld. Die von der Quohrener Straße abzweigende Rochwitzer Straße verbindet Quohren mit Rochwitz. Weitere Straßen in Quohren sind die Eschdorfer, Neudecker, Erkmannsdorfer und Reitzendorfer Straße sowie Horn-, Trebe-, Hempel- und Weißiger Weg und Landsteig. In deren Bereich erstreckt sich eine locker bebaute Siedlung aus Ein- und Mehrfamilienhäusern.
Das Dresdner Stadtzentrum, die Innere Altstadt, ist 8 Kilometer Luftlinie in Richtung Westen entfernt. Quohren grenzt an die Stadtteile Rochwitz im Westen und Bühlau im Norden. Östlich benachbart liegt Weißig und südlich Gönnsdorf, beide bereits Ortsteile der Ortschaft Schönfeld-Weißig. Als Teil der Gemarkung Bühlau gehört Quohren zum statistischen Stadtteil Bühlau/Weißer Hirsch und mit diesem zum Stadtbezirk Loschwitz.
Der Stadtteil Quohren hat Anschluss an mehrere Buslinien. Die Dresdner Verkehrsbetriebe bedienen mehrere Haltestellen in der Ortslage mit den Linien 61 und 84. Weitere öffentliche Verkehrsmittel in Quohren sind die Buslinien 226 und 228 von Müller Bus sowie die PlusBus Linie 521 des RBO.
In Quohren befinden sich zwei Dresdner Naturdenkmäler. Dabei handelt es sich einerseits um den Einzelbaum „Stiel-Eiche Quohrener Straße“ (ND 87) und andererseits um die „Wiesen und Teich an der Quohrener Straße“ (ND 49), eine 1,6 Hektar große, teilweise mit Obstbäumen bestandene Wiesenfläche, auf der etwa 80 Pflanzenarten vorkommen.

## Geschichte
Der Ortsname Quohren weist wie in den Fällen der Nachbarorte Weißig, Bühlau und Rochwitz auf einen slawischen Ursprung hin. Erstmals erwähnt wurde das Dorf 1365 als „Quorne“. Möglich sind Ableitungen vom altsorbischen „kowar“ (Schmied, vgl. Kovářská – Schmiedeberg) und von „dwor“ (Hof, vgl. Nowy Dwór – Neuhof). In den Jahren 1378 und 1423 wird der Ort als „Tworne“ erwähnt, heißt 1465 aber wieder „Quorne“. Im Jahr 1539 taucht er als „Khorenn“ auf, 1565 und 1565 finden sich die Formen „Quoren“ und „Quure“. Im Jahr 1791 heißt das Dorf dann „Quohren“, wobei der Ortsname mit dem Zusatz „bey Biehla“ („bei Bühlau“) versehen ist, um es vom 15 Kilometer weiter südlich gelegenen Quohren bei Kreischa zu unterscheiden.
| Jahr | Einwohner                              |
| ---- | -------------------------------------- |
| 1551 | 6 besessene Mann, 2 Inwohner           |
| 1764 | 5 besessene Mann, 3 Gärtner, 4 Häusler |

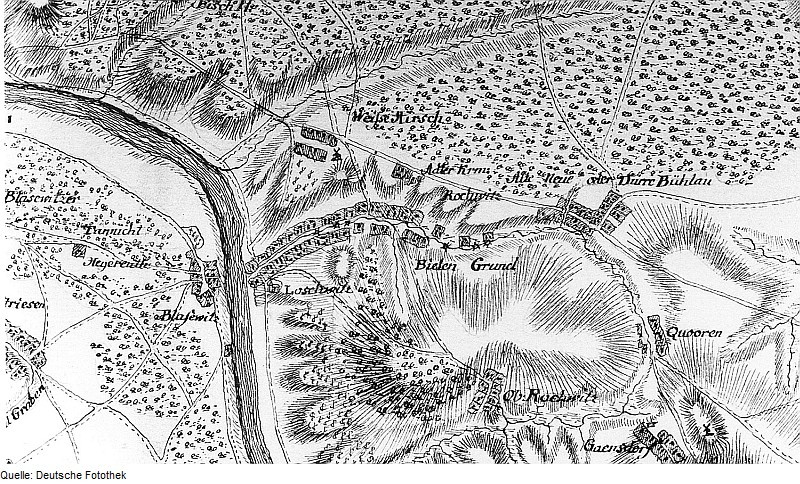
„Quooren“ auf einer Karte aus dem 18. Jahrhundert

Das Straßendorf hatte eine Block- und Streifenflur mit waldhufenähnlichen Streifen. Es wurde von Ackerbauern bewohnt, die das Recht zur Hutung und zum Streurechen in der Dresdner Heide besaßen und dort auch viermal jährlich Holz schlagen durften. Im Gegenzug hatten sie verschiedene Frondienste zu leisten. Grundherrn waren im 16. Jahrhundert die Ritter von Schönfeld, später bis ins 19. Jahrhundert die Lehnsherren des Helfenberger Ritterguts, darunter Hans von Dehn-Rothfelser. Die Kinder des Ortes gingen zunächst nach Schönfeld zur Schule, ab 1655 dann nach Bühlau.
Einige der im Dorfkern errichteten Gehöfte blieben bis in die Gegenwart erhalten, die Gebäude zeigen sich in der Regel mit einem Satteldach, vereinzelt auch mit Krüppelwalm oder einem Fachwerk-Obergeschoss. Zu großen Zerstörungen kam es im Siebenjährigen Krieg, als das Dorf abbrannte.
Im Laufe der Jahrhunderte wuchs Quohren immer mehr mit dem benachbarten Bühlauer Oberdorf zusammen. Deshalb bildeten beide ab 1839 eine gemeinsame Landgemeinde unter dem Namen „Bühlau mit Quohren“. Quohren, deutlich kleiner als Bühlau, brachte eine Fläche von 83 Hektar in die neue Gemeinde ein, die zum Amt beziehungsweise zur Amtshauptmannschaft Dresden gehörte. Als sich 1898 in Bühlau eine eigene Kirchgemeinde herausbildete, wurde Quohren nach Bühlau gepfarrt, was die jahrhundertelange Zugehörigkeit zur Schönfelder Parochie beendete. Ab 1907 hieß die Landgemeinde nur noch „Bühlau“, der Zusatz „mit Quohren“ wurde gestrichen. Am 1. April 1921 erfolgte die Eingemeindung Bühlaus und damit auch Quohrens in die sich rapide vergrößernde Landeshauptstadt Dresden; bis zur Eingemeindung Schönfeld-Weißigs 1999 lag Quohren an der Stadtgrenze.